# 道南海運
道南海運株式会社（どうなんかいうん 英：Donan Kaiun Co.,Ltd）は、かつて北海道函館市に本社を置いていた海運企業。東日本フェリー・津軽海峡フェリーの前身企業の一つ。

## 概要
1938年に奥尻島で創業、奥尻島 - 江差間の航路を主軸として青森 - 函館間の青函連絡船との連絡輸送等を展開し日本通運の下請けも引き受け戦後1950年代にかけて規模を拡大した。
1954年の洞爺丸台風による青函連絡船の代替輸送や北海道内に駐屯する米軍関係車両の輸送により業績を一時的に急拡大したが、放漫経営に伴い1958年頃には約4200万円の負債を抱えて経営危機に陥る。
その後国鉄関係者を代表取締役や幹部に迎え入れ経営再建に乗り出すも好転せず、1960年には日本通運が再建に乗り出すも株の過半数を持つ奥尻・江差の零細船主が日通の動きを警戒し、北海道旅客船協会の会長で稚内利礼運輸社長の蔦井與三吉に支援を要請。蔦井は函館で幼少期を過ごし道南に愛着を抱き須田信之助社長とは離島航路業界の同業者で深い関係にあり、1961年に蔦井が24%の株を取得して代表取締役社長に就任。しかし複数代表制となり、日通との株式争奪戦が続くも零細船主からの支持を受け1963年8月には蔦井の保有分と合わせて蔦井側が過半数となる51%の株式を確保し経営全般を蔦井に任せる新体制となり須田は会長となった。
その間1962年には蔦井が旅客船事業視察団の一員としてヨーロッパを歴訪しドーバー海峡のカーフェリーを視察したことをきっかけに津軽海峡でのカーフェリー事業の検討に入り、1964年6月に大間 - 函館航路にて日本初の外洋カーフェリー「大函丸」を就航。
1965年には青森県側で津軽海峡でのフェリー事業を検討していた「青道フェリー」と事業統合する形で「東日本フェリー」を設立し、奥尻航路のみで事業を継続したが、1972年2月に稚内利礼運輸に奥尻航路事業を譲渡し、同年11月に蔦井グループの親会社「蔦井本社」と対等合併する形で解散。

## 沿革
- 1938年[2]
  - 11月7日 - 奥尻村字釣懸にて道南海運株式会社創立、資本金5万円。
  - 12月 - 奥尻 - 江差間の郵便物海上輸送を札幌郵政局より認可。
- 1940年4月 - 本社を函館市に移転。
- 1949年12月 - 奥尻 - 江差・奥尻　- 瀬棚・奥尻 - 函館間の定期船旅客輸送免許を運輸省より認可[5]。
- 1951年6月 - 函館 - 大間 - 佐井間の定期船旅客輸送免許を運輸省より認可[5]。
- 1952年[2]
  - 6月 - 奥尻 - 江差・奥尻　- 瀬棚・奥尻 - 函館間の定期船旅客輸送免許を北海道庁より認可。
  - 9月 - 函館 - 青森間の連絡運輸を日本国有鉄道より認可。
- 1953年6月 - 函館 - 三厩 - 松前間の定期航路事業免許を運輸省より認可[5]。
- 1957年4月 - 函館 - 三厩 - 松前間の定期航路事業免許を廃止[5]。
- 1958年9月 - 江差 - 奥尻 - 青苗・瀬棚 - 奥尻間の連絡運輸を日本国有鉄道より認可[2]。
- 1963年7月 - 奥尻島内での一般乗合・一般貸切旅客自動車運送事業免許を札幌陸運局より認可[2]。
- 1964年[2]
  - 4月 - 函館 - 大間間での自動車航走船就航を運輸省より認可。
  - 6月 - 函館 - 大間間にカーフェリー第一船「大函丸」就航。
- 1965年[2]
  - 3月 - 東日本フェリー設立、同社に函館 - 大間航路を譲渡。
  - 6月 - 函館 - 大間 - 佐井航路・函館 - 下北間の郵便物海上輸送免許を東日本フェリーに譲渡。
- 1967年[2]
  - 2月 - 奥尻 - 瀬棚間の国鉄連絡運輸を廃止。
  - 4月27日 - 青森港での代理店を担当していた青森フェリーより函館 - 青森・室蘭 - 青森航路の海運事業を譲受[14]。
  - 5月 - 函館 - 青森・室蘭 - 青森間の一般旅客定期航路事業を運輸省より認可。
- 1968年4月 - 函館 - 青森間の自動車航走貨物定期事業・室蘭 - 青森間の一般旅客定期航路事業を東日本フェリーに譲渡[2]。
- 1972年
  - 2月 - 江差 - 奥尻航路事業と奥尻島内での乗合旅客自動車運送業事業・自動車分解整備事業を稚内利礼運輸に譲渡[12]。
  - 11月 - 蔦井本社と対等合併し会社解散[4]。

## 主な航路
1949年時点
- 奥尻対岸線
  - 甲線：奥尻 - 青苗 - 江差
  - 乙線：函館 - 瀬棚 - 熊石 - 久遠 - 江差
- 函館奥尻線：函館 - 松前 - 小島 - 大島 - 青苗 - 奥尻 - 久遠 - 熊石 - 江差 - 江良 - 松前 - 函館
- 函館臼尻線：函館 - 椴法華 - 古部 - 木直 - 尾札部 - 川汲 - 安浦 - 臼尻

1958年時点
- 函館下北線：函館 - 佐井 - 大間 - 函館（片道39km・往復79km）
- 奥尻対岸線
  - 甲線：奥尻 - 青苗 - 江差（76km）
  - 乙線：函館 - 青苗 - 奥尻（167km）

1966年時点
- 江差 - 奥尻 - 青苗（76km）
- 奥尻 - 瀬棚 - 久遠（60km）
- 函館 - 青苗 - 奥尻（167km）

## 主な船舶
- おくしり丸[18]
  - 1960年竣工、135総トン、全長27.5m、幅5.7m、出力320馬力、速力11.5ノット。
  - 旅客定員94名。日新造船工機建造。
- 第2おくしり丸[18]
  - 1959年竣工、76総トン、全長24.8m、幅5.2m、出力260馬力、速力11.3ノット。
  - 旅客定員73名。下田船渠建造。
- 三島丸[18]
  - 1935年竣工、108総トン、全長27.5m、幅5.2m、出力150馬力、速力10ノット。
  - 旅客定員42名。金指造船所建造。
- 第2三島丸[18]
  - 1953年竣工、133総トン、全長27.9m、幅5.5m、出力230馬力、速力11.3ノット。
  - 旅客定員50名。金指造船所建造。
- 第3三島丸[18]
  - 1957年竣工、218総トン、全長29.9m、幅6.6m、出力350馬力、速力11ノット。
  - 旅客定員190名。金指造船所建造。
- 大函丸[18]
  - 1964年竣工、451総トン、全長41.2m、幅11.3m、出力850馬力、速力13.5ノット。
  - 旅客定員256名、車両積載数大型バス8台。下田船渠建造。

## 社史・記念誌
- 創立30周年沿革誌（1968年6月発行）